# Inácio Dell'Antônio
Inácio Dell'Antônio (Nova Trento, 2 de fevereiro de 1925 – Florianópolis, 19 de maio de 2015) foi um advogado e político brasileiro.
Filho de João Dell’Antônio e de Ângela Sartori Dell’Antônio. Casou com Beatriz Marchi Dell’Antônio.
Foi prefeito municipal de Nova Trento, pela União Democrática Nacional (UDN), no período de 1951 a 1956. Pelo Partido Democrata Cristão (PDC) disputou o cargo de deputado estadual à Assembleia Legislativa de Santa Catarina, com 1.714 votos, ficando suplente, foi convocado e integrou a 5ª Legislatura (1963-1967).